# Mihai Răzvan Ungureanu
Mihai-Răzvan Ungureanu (født 22. september 1968) var Rumæniens premierminister fra 9. februar 2012 til 7. maj 2012.
Han var tidligere udenrigsminister (2004-07) og direktør for Rumæniens efterretningstjeneste (2007-2012). Efter at han trådte ned som premierminister blev han valgt som senator i samme år. Han er leder af et af Rumæniens mindre politiske partier, Forța Civică.